# پرادرا (واییه دل کائوکا)
پرادرا (واییه دل کائوکا) (به اسپانیایی: Pradera) یک سکونتگاه مسکونی در کلمبیا است که در بخش بایه دل کائوکا واقع شده‌است.

## خصوصیات
پرادرا ۴۰۷ کیلومترمربع مساحت و ۴۵٬۳۶۰ نفر جمعیت دارد و ۱٬۰۷۰ متر بالاتر از سطح دریا واقع شده‌است.